# マツモトキヨシ甲信越販売
株式会社マツモトキヨシ甲信越販売（マツモトキヨシこうしんえつはんばい）は、長野県長野市に本社を置き、甲信越地方と北陸地方でドラッグストア「マツモトキヨシ」をはじめとする計5つの店舗ブランドをチェーン展開しているマツモトキヨシグループの連結子会社。

## 概要
元々は長野県岡谷市に本社を置き、長野県内でドラッグストア「ファミリードラッグ」「ファミリー薬局」を展開していた株式会社健康家族（けんこうかぞく）と、新潟市中央区に本社を置き、新潟県を中心にディスカウントストア「マックス」を展開していた株式会社マックスが母体である。後者のマックスは1990年代後半からディスカウントストア事業から撤退し、店舗業態をドラッグストアに順次転換して「ドラッグマックス」を展開していた。
その後2004年（平成16年）に健康家族が、2006年（平成18年）にはマックスがそれぞれマツモトキヨシグループの傘下に入って子会社となり、2009年（平成21年）に健康家族がマックスを吸収合併して現社名に商号を改称した。2012年（平成24年）1月には同じマツモトキヨシグループで長野県須坂市に本社を置き、同県北部を中心に店舗を展開していた株式会社中島ファミリー薬局（なかじまファミリーやっきょく）の全株式をマツモトキヨシホールディングスから取得し、「中島ファミリー薬局」及び「ドラッグナカジマ」の店舗ブランドも傘下に置かれた。さらに2015年（平成27年）10月には同じマツモトキヨシグループで山梨県甲府市に本社を置き、同県で店舗を展開していた株式会社イタヤマメディコを吸収合併し、「イタヤマメディコ」の店舗ブランドも加わった。2020年（令和2年）4月には同じマツモトキヨシグループで石川県金沢市に本社を置き、北陸地方で店舗を展開していた株式会社示野薬局を吸収合併し、「シメノドラッグ」の店舗ブランドも加えるとともに、北陸地方にも拡大した。
2010年（平成22年）春以降、ドラッグマックスは店舗名をファミリードラッグに順次変更した。旧法人の店舗ブランドは経営統合後も引き続き存続しているが、店舗サインにはマツモトキヨシグループの意匠に準じた「マツモトキヨシ甲信越販売」もしくは「マツモトキヨシグループ」のロゴタイプが設置されている。また経営統合直後は、新規出店や移転・改装の際には「ファミリードラッグ」を店舗名に用いてきたが、2011年（平成23年）春以降の新規出店や移転・改装時には、店舗ブランドをグループ他社と同様「マツモトキヨシ」のみとしており、医薬品・化粧品に強い旧健康家族・中島ファミリー薬局と、食品・日用品・雑貨に強い旧マックスの、合併前の各社の特性を活かした店舗構成を目指している。
同グループが発行している「マツキヨポイントカード」は旧社のうち、健康家族が先んじて導入した。マックスでは独自の「トクだねカード」を導入していたため切り替えが遅れたが、2009年冬から2010年春までの間に切り替えを実施し、現在は全店舗で使用できる。なおマツキヨポイントカードはグループ内のポイントシステムの統合により、発行企業に関わらず全国のグループ傘下各店で相互に使用できる。
なお「マツモトキヨシ」ブランドの店舗は経営統合前から既に両県で並存しているが、このうち新潟県6店舗は同グループのマツモトキヨシ東日本販売が運営を行っている（詳細は後述）。

## 沿革
- 1946年 - 新潟県中蒲原郡新津町（のちの新津市、現在の新潟市秋葉区）にて井浦電気商会（マックスの前身）が創業。
- 1950年 - 井浦電気商会が法人へ改組、株式会社として設立。
- 1978年 - 井浦電気商会が、子会社として株式会社マックスを設立。ディスカウントストア事業を開始し、店舗ブランド「ロジャース」を新潟市などで展開（ブランド名称はその後「ロジャースマックス」を経て「マックス」に改称）。
- 1985年 - 中島ファミリー薬局が長野県須坂市で創業。
- 1988年 - 中島ファミリー薬局が法人へ改組、株式会社として設立。須坂市を中心に北信地方へ16店舗を展開する。
- 1989年 - 健康家族が長野県岡谷市に「ファミリードラッグ」の1号店を出店（起業自体は、1920年代に調剤薬局としての開業まで遡る）。
- 1993年3月2日 - 健康家族が法人へ改組、株式会社として設立。南信地方を中心にドラッグストアを出店する。
- 1994年 - 井浦電気商会が商号を株式会社マックス開発に変更。
- 1995年 - マックスがドラッグストア事業を開始、新発田市に1号店「ドラッグマックス豊町店」を出店。以後ディスカウントストアを順次ドラッグストアへ転換。
- 1999年 - 健康家族が上田市、小県郡東部町（現・東御市）など、東信地方へ店舗を展開。
- 2000年 - 健康家族が長野市など北信地方へ店舗の展開を始める。
- 2002年 - 健康家族が松本市など中信地方へ店舗の展開を始める。
- 2004年 - 健康家族がマツモトキヨシと資本提携。マツモトキヨシが健康家族の全株式を取得し、グループ傘下となる。
- 2005年11月4日 - 中島ファミリー薬局がマツモトキヨシと業務提携。
- 2006年 - マックスがマツモトキヨシと資本提携。マツモトキヨシがマックス開発からマックスの全株式を取得し、グループ傘下となる。
- 2007年5月21日 - 中島ファミリー薬局がマツモトキヨシとフランチャイズ契約を締結。
- 2008年 - マツモトキヨシの子会社管理がマツモトキヨシホールディングスへ継承される。
- 2009年7月1日 - 健康家族がマックスを吸収合併し、商号を株式会社マツモトキヨシ甲信越販売に変更。
- 2010年1月1日 - マツモトキヨシホールディングスが中島ファミリー薬局の全株式を取得し完全子会社化。
- 2012年
  - 1月1日 - 当社がマツモトキヨシHDから中島ファミリー薬局の全株式を取得し吸収合併。
  - 2月10日 - イタヤマメディコを完全子会社化。
- 2015年10月1日 - イタヤマメディコを吸収合併。
- 2020年4月1日 - 示野薬局を吸収合併。
- 2021年10月1日 - 経営統合によるグループ再編に伴い、親会社がマツモトキヨシグループに変更。

## 出店地域
店舗ブランドは「マツモトキヨシ」のほか、合併前の「ファミリードラッグ」「中島ファミリー薬局」「ドラッグナカジマ」「シメノドラッグ」を含む計5ブランドを展開している。なお、統合時に展開していた「ファミリー薬局」と「イタヤマメディコ」は「マツモトキヨシ」への転換や閉店により現在は消滅している。
2020年（令和2年）6月現在の店舗数は167店舗（マツモトキヨシ122店舗、ファミリードラッグ20店舗、中島ファミリー薬局2店舗、ドラッグナカジマ1店舗、シメノドラッグ22店舗）で、各地域ごとの店舗数は以下のとおりである。
- 山梨県
  - 中・西部地域（甲斐・甲府・中央・北杜・南アルプス・身延周辺） - 7店舗（マツモトキヨシのみ）
  - 東部・富士五湖地域（上野原・西桂・富士河口湖周辺） - 3店舗（マツモトキヨシのみ）
- 長野県
  - 北信（中野周辺） - 2店舗（マツモトキヨシ1店舗、ファミリードラッグ1店舗）
  - 長野（長野・須坂・千曲・信濃周辺） - 18店舗（マツモトキヨシ15店舗、中島ファミリー薬局2店舗、ドラッグナカジマ1店舗）
  - 佐久（佐久・軽井沢・御代田・立科・佐久穂周辺） - 5店舗（マツモトキヨシ3店舗、ファミリードラッグ2店舗）
  - 上田（上田・東御周辺） - 5店舗（マツモトキヨシ4店舗、ファミリードラッグ1店舗）
  - 松本（松本・塩尻・安曇野周辺） - 8店舗（マツモトキヨシのみ）
  - 北アルプス（大町・池田・白馬周辺） - 3店舗（マツモトキヨシのみ）
  - 上伊那（伊那・駒ヶ根・辰野・箕輪・南箕輪周辺） - 9店舗（マツモトキヨシ7店舗、ファミリードラッグ2店舗）
  - 南信州（飯田・高森周辺） - 8店舗（マツモトキヨシ6店舗、ファミリードラッグ2店舗）
  - 諏訪（岡谷・諏訪・茅野・富士見周辺） - 11店舗（マツモトキヨシ10店舗、ファミリードラッグ1店舗）
- 新潟県
  - 上越（上越・妙高周辺） - 3店舗（マツモトキヨシのみ）
  - 中越（長岡・三条・小千谷・十日町・見附・魚沼・田上周辺） - 9店舗（マツモトキヨシ7店舗、ファミリードラッグ2店舗）
  - 下越（新潟・新発田・村上・燕・五泉・阿賀野・胎内周辺） - 29店舗（マツモトキヨシ20店舗、ファミリードラッグ9店舗）
  - 佐渡（佐渡周辺） - 2店舗（マツモトキヨシのみ）
- 富山県
  - 富山（富山周辺） - 3店舗（マツモトキヨシ1店舗、シメノドラッグ2店舗）
  - 新川（魚津・黒部・朝日周辺） - 3店舗（シメノドラッグのみ）
  - 高岡（高岡・氷見周辺） - 2店舗（マツモトキヨシ1店舗、シメノドラッグ1店舗）
  - 砺波（砺波・小矢部・南砺周辺） - 5店舗（マツモトキヨシ3店舗、シメノドラッグ2店舗）
- 石川県
  - 能登（七尾・輪島・羽咋・珠洲・志賀・宝達志水・能登・穴水・中能登周辺） - 16店舗（マツモトキヨシ10店舗、シメノドラッグ6店舗）
  - 加賀（金沢・白山・小松・加賀・能美周辺） - 14店舗（マツモトキヨシ6店舗、シメノドラッグ8店舗）
- 福井県
  - 福井市 - 1店舗（マツモトキヨシのみ）
- 岐阜県
  - 飛騨市 - 1店舗（マツモトキヨシのみ）

新潟県の「マツモトキヨシ」ブランド店舗のうち、CoCoLo東店、CoCoLo万代店、CoCoLo長岡店、フレスポ新潟赤道店、紫竹山店、小千谷店の計6店舗は、マツモトキヨシ東日本販売の運営によるものである。なおマツモトキヨシは、JR東日本長野支社管内の駅店舗管理を手掛ける「ステーションビルMIDORI」運営の駅ビル2箇所にテナント出店しているが、当初はMIDORI長野店・MIDORI松本店ともマツモトキヨシの運営で、2006年のマツモトキヨシ東日本販売の発足に伴い同社へ移管した。MIDORI長野の大規模改装後、2015年（平成27年）3月7日に再出店した長野店は開業時より甲信越販売の運営となり、一方の松本店も同年7月1日付で甲信越販売へ移管し、この一連の再編によって長野県内のマツモトキヨシは全て甲信越販売の運営となった。
また経営移管後も唯一「ドラッグマックス」の店舗ブランドを継続使用し、且つ福島県唯一の店舗だった会津若松市の会津門田店は同年7月1日付でマツモトキヨシ東日本販売へ移管し、店舗ブランドは「マツモトキヨシ」に転換された。